# Christian Krall-Wartlsteiner
Christian Krall-Wartlsteiner (* 1955 in Waidhofen/Ybbs; eigentlich Christian Krall) ist ein österreichischer Schriftsteller.
Studium der Philosophie und Ausbildung zum Sozialarbeiter. Er arbeitete in der Erwachsenenbildung, als Werbetexter, kurzzeitig als Schuhverkäufer und bis zur Pensionierung als Vereinssekretär. Lebt in Linz, ist verheiratet und hat einen Sohn.

## Werke
- Sawane mit Birkins. Rhombus Verlag, Wien 1979, ISBN 3-85394-020-X.
- Apriljahrsbucht. Passagen Verlag, Wien 2005/08 (4 Bde.).

1. LP. Enzyklopädie des mitteleuropäischen Regens e.V. 2005, ISBN 3-85165-664-4.
2. Erstens muss der Zeltplatz sicher sein. Kraft und Fülle der Komplettsteuerung, das ist: über die Seele; und das kam so. 2007, ISBN 978-3-85165-696-1.
3. NUENO TAMBRA / Sinne mit Kopfschwanz. Der Tag im Büro war so jung, wie das Jausenbrot groß. 2008, ISBN 978-3-85165-838-5.
4. Bonustrack. Texformate; Daumenklo und anderes. 2011, ISBN 978-3-85165-974-0.

- Inseln unterm Schwalbenpflug. 4 Präludien, 3 Sammlungen, 2 Einzelstücke, 1 Buch. Passagen Verlag, Wien, 2025, ISBN 978-3-7092-0605-8